# Sredok, Smolean
Sredok (în bulgară Средок) este un sat în comuna Smolean, regiunea Smolean,  Bulgaria. 

## Demografie
Componența etnică a satului Sredok
     Bulgari (69,09%)
     Nicio identificare (30,9%)
     Altele (0%)
La recensământul din 2011, populația satului Sredok era de 55 locuitori. Din punct de vedere etnic, majoritatea locuitorilor (69,09%) erau bulgari. Pentru 30,9% din locuitori nu este cunoscută apartenența etnică.